# 디오클레티아누스 궁전

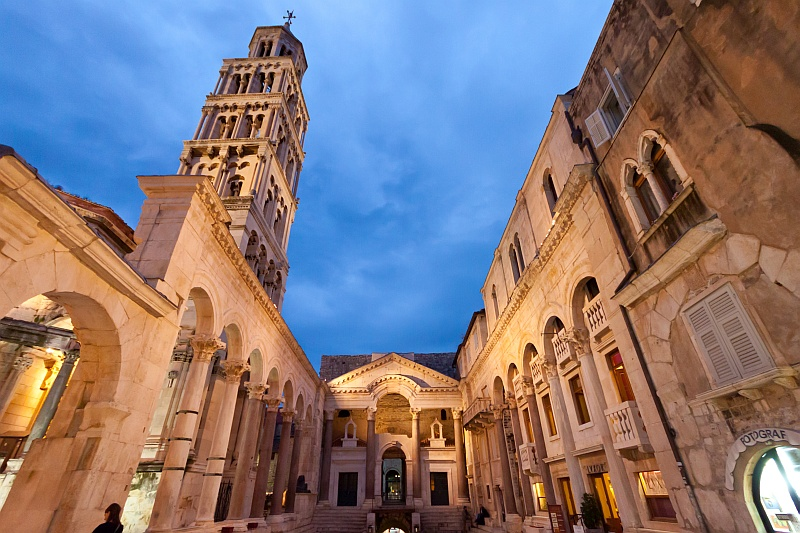
디오클레티아누스 궁전

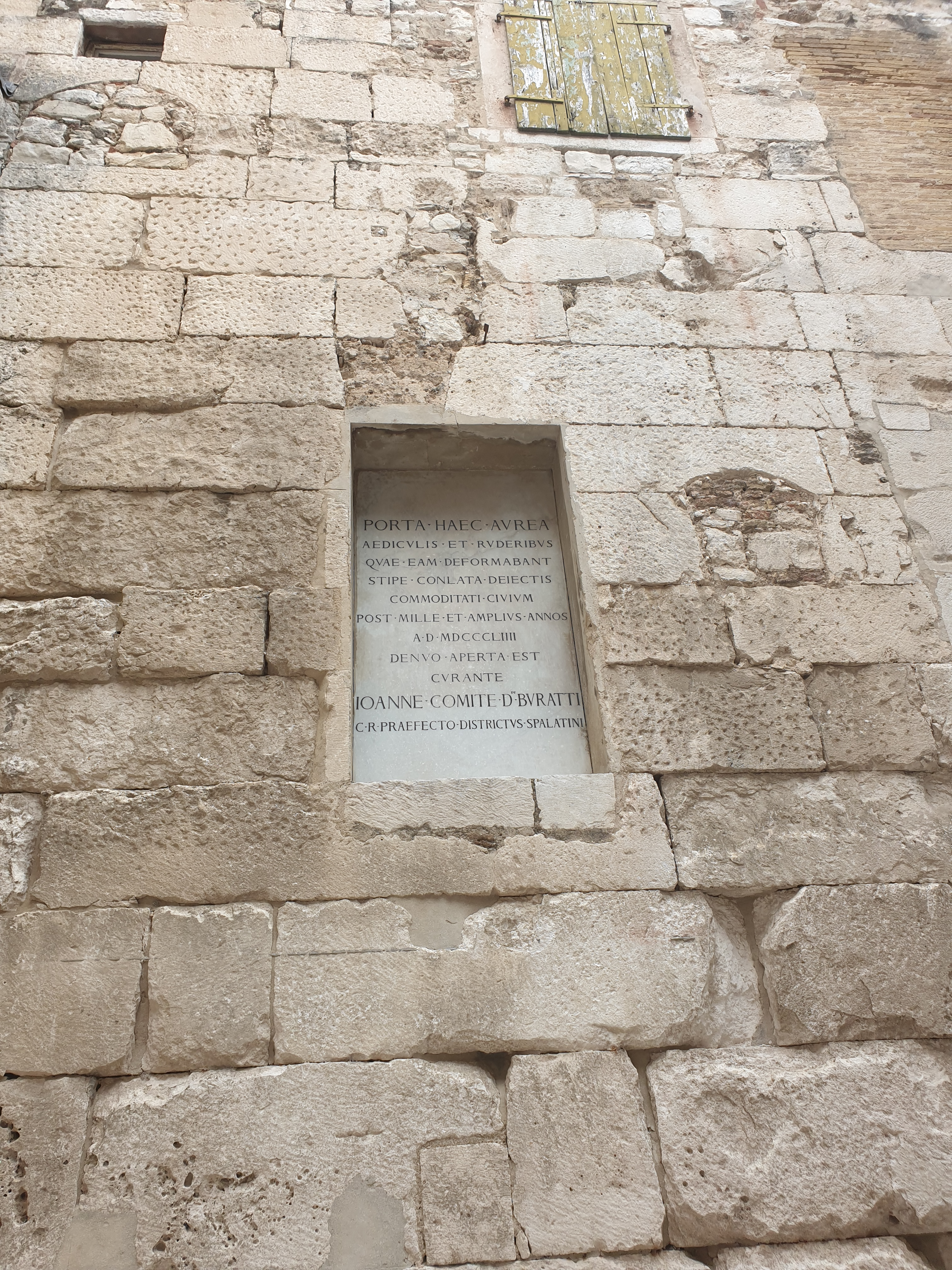
디오클레티아누스 궁전의 새겨진 글

디오클레티아누스 궁전(크로아티아어: Dioklecijanova palača, 영어: Diocletian's Palace)는 크로아티아의 스플리트에 로마 황제 디오클레티아누스가 지은 옛 궁전으로 현재는 스플리트 구시가지의 일부분이다. 305년 5월 1일 디오클레티아누스가 은퇴를 선언하면서 고향인 스트라툼(현재 크로아티아의 스플리트) 인근에 견고한 요새를 건설하면서 완성되었다.